# محمدعلی معدل
محمدعلی معدل از سیاستمداران ایرانی بود، که در دوره‌  بیستم بعنوان نماینده شیراز در مجلس شورای ملی حضور داشت.

## زندگی‌نامه
محمدعلی معدل فرزند احمد خان معدل الممالک و برادر ناتنی لطفعلی معدل السلطنه در سال ۱۲۹۶ هـ. ش در شیراز متولد شد. دکتر معدل در سال ۱۳۲۴ خورشیدی با خانم هما وصال (فرزند محمود وصال شیرازی) ازدواج نمود. حاصل این ازدواج سه فرزند بود: احمد، مریم و روشنک. احمد در آبان ماه سال ۱۳۴۶ خورشیدی در یک سانحه تصادف رانندگی در حالی که دانشجوی پلی تکنیک لوزان سوئیس بود از دنیا رفت و او را در آرامگاه خانوادگی معدل واقع در حافظیه بخاک سپردند.  محمد علی معدل در سال ۱۳۳۹ نماینده مردم شیراز در دوره بیستم مجلس شورای ملی شد. ایشان در زمان حیاتشان متولی موقوفات معدل در تهران بود. در سال ۱۳۹۰ هـ. ش  درگذشت و در قبرستان شاه داعی الله به خاک سپرده شد.